# Марко Вешович (футболіст)
Марко Вешович (серб. Marko Vešović, нар. 28 серпня 1991, Подгориця) — чорногорський футболіст, захисник клубу «Легія». Виступав, зокрема, за клуби «Црвена Звезда» та «Рієка», а також національну збірну Чорногорії.
Чемпіон Хорватії. Володар Кубка Хорватії. Володар Кубка Польщі. Чемпіон Польщі.

## Клубна кар'єра

### Ранні роки
Народився 28 серпня 1991 року в місті Тітоград (зараз відоме як Подгориця, адміністративний центр Чорногорії). З юних років проживав у сербському місті Лучани, виступав за юнацьку команду місцевого клубу «Младост». Згодом приєднався до «Будучності» (Подгориця), за дорослу команду якого дебютував 2 лютого 2009 року в раунді плей-оф Ліги Європи. Також почав залучатися до матчів клубу в Першій лізі Чорногорії 2008/09. Також відіграв півроку в оренді в іншому клубі з Подгориці — «Младост» У клубів з Подгориці провів два сезони, взяв участь у 13 матчах чемпіонату. 

### «Црвена Звезда»
У липні 2010 року за 220 000 євро перейшов до «Црвени Звезди». Дебютним голом за нову команду відзначився 12 вересня 2010 року в поєдинку проти «Борчі». У сезоні 2009/10 років зіграв за столичний сербський клуб 29 матчів та відзначився 2-а голами. Наступного сезону зіграв 30 матчів, відзначився одним голом.
У сезоні 2012/13 років відзначився дебютним голом у єврокубках, 26 липня 2012 року в раунді плей-оф ЛІги Європи проти «Нафтана», загалом того сезону відіграв 33 матчі. У першій половині сезону 2013/14 років зіграв 18 матчів за «Црвену Звезду», а 12 грудня, за півроку до завершення чинного контракту, вирішив розірвати його та зайнятися пошуком нової команди. 

### «Торіно»
Після декількох днів перегляду у Джамп'єро Вентури, 30 січня 2014 року перейшов вільним агентом до італійського «Торіно». Дебютував за «гранатових» 9 березня 2014 року в програному (0:1) виїзному поєдинку проти міланського «Інтера». Марко вийшов на поле в стартовому складі та відіграв усі 90 хвилин матчу. У сезоні 2013/14 років зіграв 4 матчі за «Торіно».

### «Рієка»
Влітку 2014 року перейшов в річну оренду до «Рієкт» з Першої ліги Хорватії. Наступного року повернувся до «Рієки». У серпні 2015 року підписав 3-річний контракт зі «Спецією». Проте мйже одразу відправився в оренду до колишнього клубу, цьому переходу посприяли партнерські відносини між «Рієкою» та клубом Серії B «Спеція». 18 вересня 2016 року відзначився дублем за «Рієку» у переможному (5:2) поєдинку проти «Динамо» (Загреб).  Цього разу провів у складі його команди три сезони. «Рієка» вперше виграла Першу лігу Хорватії в сезоні 2016/17; в той же час загребське «Динамо» вперше з 2005 року не стало чемпіоном. Протягом трьох років у «Рієці» Марко виступав під керівництвом Матяжа Кека.

### «Легія» (Варшава)
У січні 2018 року підписав 3,5-річний контракт з «Легієюя». Дебютував за нову команду 16 лютого 2018 року у переможному (4:1) поєдинку 23-о туру Екстракляси проти «Шльонська» (Вроцлав). Марко вийшов на поле на 82-й хвилині, замінивши Ярослава Незгоду. Дебютним голом за варшавську команду відзначився 4 березня 2018 року на 2-й хвилині переможного (2:1) поєдинку 26-о туру Екстракляси проти познанського «Леха». Станом на 9 березня 2019 року відіграв за команду з Варшави 30 матчів в національному чемпіонаті.

## Виступи за збірні
2007 року дебютував у складі юнацької збірної Чорногорії, взяв участь у 14 іграх на юнацькому рівні, відзначившись 3 забитими голами.
Протягом 2009–2013 років регулярно залучався до складу молодіжної збірної Чорногорії. На молодіжному рівні зіграв у 14 офіційних матчах, забив 1 гол.
20 травня 2013 року отримав дебютний виклик до національної збірної Чорногорії. Після цього ще декілька разів викликався до збірної, проте на футбольне поле так і не виходив. Вперше у футболці збірної вийшов на футбольне поле (на заміну) 15 жовтня 2013 року в останньому поєдинку кваліфікації Чемпіонату світу 2014 проти Молдови. Дебютним голом за збірну Чорногорії відзначився 1 вересня 2017 року у переможному (3:0) виїзному поєдинку кваліфікації чемпіонату світу 2018 проти Казахстану.

## Статистика виступів

### Статистика клубних виступів
| Сезон                     | Команда                   | Чемпіонат                 | Чемпіонат | Чемпіонат | Національний кубок | Національний кубок | Національний кубок | Континентальні кубки | Континентальні кубки | Континентальні кубки | Інші змагання | Інші змагання | Інші змагання | Усього | Усього |
| Сезон                     | Команда                   | Ліга                      | Ігор      | Голів     | Ліга               | Ігор               | Голів              | Ліга                 | Ігор                 | Голів                | Ліга          | Ігор          | Голів         | Ігор   | Голів  |
| ------------------------- | ------------------------- | ------------------------- | --------- | --------- | ------------------ | ------------------ | ------------------ | -------------------- | -------------------- | -------------------- | ------------- | ------------- | ------------- | ------ | ------ |
| 2008–09                   | «Будучност»               | ПЛ                        | 8         | 0         | КЧ                 | 0                  | 0                  | -                    | -                    | -                    | -             | -             | -             | 8      | 0      |
| 2009–10                   | «Будучност»               | ПЛ                        | 5         | 1         | КЧ                 | 0                  | 0                  | ЛЄ                   | 2                    | 0                    | -             | -             | -             | 7      | 1      |
| Усього за «Будучност»     | Усього за «Будучност»     | Усього за «Будучност»     | 13        | 1         |                    | 0                  | 0                  |                      | 2                    | 0                    |               | -             | -             | 15     | 1      |
| 2010–11                   | «Црвена Звезда»           | СЛ                        | 24        | 2         | КС                 | 3                  | 0                  | ЛЄ                   | 2                    | 0                    | -             | -             | -             | 29     | 2      |
| 2011–12                   | «Црвена Звезда»           | СЛ                        | 23        | 1         | КС                 | 5                  | 0                  | ЛЄ                   | 2                    | 0                    | -             | -             | -             | 30     | 1      |
| 2012–13                   | «Црвена Звезда»           | СЛ                        | 25        | 0         | КС                 | 3                  | 0                  | ЛЄ                   | 5                    | 1                    | -             | -             | -             | 33     | 1      |
| лип.-гр. 2013             | «Црвена Звезда»           | СЛ                        | 12        | 0         | КС                 | 2                  | 0                  | ЛЄ                   | 4                    | 0                    | -             | -             | -             | 18     | 0      |
| Усього за «Црвену Звезду» | Усього за «Црвену Звезду» | Усього за «Црвену Звезду» | 84        | 3         |                    | 13                 | 0                  |                      | 13                   | 1                    |               | -             | -             | 110    | 4      |
| січ.-лип. 2014            | «Торіно»                  | A                         | 3         | 0         | КІ                 | -                  | -                  | -                    | -                    | -                    | -             | -             | -             | 3      | 0      |
| сер. 2014                 | «Торіно»                  | A                         | 0         | 0         | КІ                 | 0                  | 0                  | ЛЄ                   | 1                    | 0                    | -             | -             | -             | 1      | 0      |
| Усього за «Торіно»        | Усього за «Торіно»        | Усього за «Торіно»        | 3         | 0         |                    | 0                  | 0                  |                      | 1                    | 0                    |               | -             | -             | 4      | 0      |
| ago. 2014–15              | «Рієка»                   | 1. ХФЛ                    | 17        | 1         | КХ                 | 5                  | 1                  | ЛЄ                   | 4                    | 0                    | СХ            | -             | -             | 26     | 2      |
| 2015–16                   | «Рієка»                   | 1. ХФЛ                    | 18        | 2         | КЧ                 | 4                  | 0                  | ЛЄ                   | -                    | -                    | -             | -             | -             | 22     | 2      |
| 2016–17                   | «Рієка»                   | 1. ХФЛ                    | 33        | 6         | КЧ                 | 5                  | 0                  | ЛЄ                   | 2                    | 0                    | -             | -             | -             | 40     | 6      |
| 2017-gen. 2018            | «Рієка»                   | 1. ХФЛ                    | 16        | 2         | КХ                 | 1                  | 0                  | ЛЧ+ЛЄ                | 6+6                  | 0                    | -             | -             | -             | 29     | 2      |
| Усього за «Рієку»         | Усього за «Рієку»         | Усього за «Рієку»         | 84        | 11        |                    | 15                 | 1                  |                      | 18                   | 0                    |               | -             | -             | 117    | 12     |
| gen.-giu. 2018            | «Легія» (Варшава)         | EK                        | 0         | 0         | КП                 | 0                  | 0                  | ЛЧ+ЛЄ                | -                    | -                    | СП            | -             | -             | 0      | 0      |
| Усього за кар'єру         | Усього за кар'єру         | Усього за кар'єру         | 184       | 15        |                    | 28                 | 1                  |                      | 34                   | 1                    |               | -             | -             | 246    | 17     |

### Статистика виступів за збірну
| Дата       | Місто       | Господарі            | Результат | Гості      | Турнір                               | Голи | Примітки |
| ---------- | ----------- | -------------------- | --------- | ---------- | ------------------------------------ | ---- | -------- |
| 15-10-2013 | Подгориця   | Чорногорія           | 2 – 5     | Молдова    | Відбір до ЧС 2014                    | -    | 77' 90'  |
| 17-11-2013 | Люксембург  | Люксембург           | 1 – 4     | Чорногорія | товариський матч                     | 1    | 61'      |
| 5-3-2014   | Подгориця   | Чорногорія           | 1 – 0     | Гана       | товариський матч                     | -    | 72'      |
| 23-5-2014  | Сенець      | Словаччина           | 2 – 0     | Чорногорія | товариський матч                     | -    | 85'      |
| 26-5-2014  | Гартберг    | Іран                 | 0 – 0     | Чорногорія | товариський матч                     | -    |          |
| 8-6-2015   | Віборг      | Данія                | 2 – 1     | Чорногорія | товариський матч                     | -    | 64'      |
| 29-5-2016  | Анталія     | Туреччина            | 1 – 0     | Чорногорія | товариський матч                     | -    | 78'      |
| 4-9-2016   | Клуж-Напока | Румунія              | 1 – 1     | Чорногорія | Відбір до ЧС 2018                    | -    | 80'      |
| 8-10-2016  | Подгориця   | Чорногорія           | 5 – 0     | Казахстан  | Відбір до ЧС 2018                    | -    |          |
| 11-10-2016 | Копенгаген  | Данія                | 0 – 1     | Чорногорія | Відбір до ЧС 2018                    | -    | 66' 90'  |
| 11-11-2016 | Єреван      | Вірменія             | 3 – 2     | Чорногорія | Відбір до ЧС 2018                    | -    | 86'      |
| 26-3-2017  | Подгориця   | Чорногорія           | 1 – 2     | Польща     | Відбір до ЧС 2018                    | -    | 42'      |
| 1-9-2017   | Астана      | Казахстан            | 0 – 3     | Чорногорія | Відбір до ЧС 2018                    | 1    |          |
| 4-9-2017   | Подгориця   | Чорногорія           | 1 – 0     | Румунія    | Відбір до ЧС 2018                    | -    | 55'      |
| 5-10-2017  | Подгориця   | Чорногорія           | 0 – 1     | Данія      | Відбір до ЧС 2018                    | -    | 72'      |
| 23-3-2018  | Нікосія     | Кіпр                 | 0 – 0     | Чорногорія | товариський матч                     | -    | 81'      |
| 27-3-2018  | Подгориця   | Чорногорія           | 2 – 2     | Туреччина  | товариський матч                     | -    |          |
| 28-5-2018  | Зениця      | Боснія і Герцеговина | 0 – 0     | Чорногорія | товариський матч                     | -    |          |
| 2-6-2018   | Подгориця   | Чорногорія           | 0 – 2     | Словенія   | товариський матч                     | -    | 45+1'    |
| 11-10-2018 | Подгориця   | Чорногорія           | 0 – 2     | Сербія     | Ліга націй УЄФА 2018-2019 - 1-й етап | -    |          |
| 14-10-2018 | Вільнюс     | Литва                | 1 – 4     | Чорногорія | Ліга націй УЄФА 2018-2019 - 1-й етап | -    | 33' 57'  |
| 16-11-2018 | Белград     | Сербія               | 2 – 1     | Чорногорія | Ліга націй УЄФА 2018-2019 - 1-й етап | -    |          |
| 20-11-2018 | Подгориця   | Чорногорія           | 0 – 1     | Румунія    | Ліга націй УЄФА 2018-2019 - 1-й етап | -    | 89'      |
| Усього     |             | Матчів               | 23        |            | Голів                                | 2    |          |

## Досягнення
«Црвена Звезда»
- Кубок Сербії
  -  Володар (1): 2011/12

«Рієка»
- Перша ліга Хорватії
  -  Чемпіон (1): 2016/17

- Кубка Хорватії
  -  Володар (1): 2016/17

«Легія» (Варшава)
- Кубка Польщі
  -  Володар (1): 2017/18

«Карабах»
- Прем'єр-ліга
  -  Чемпіон (4): 2021/22, 2022/23, 2023/24, 2024/25
- Кубок Азербайджану
  -  Володар (2): 2021/22, 2023/24